# Ребенок, Николай Михайлович
Николай Михайлович Ребенок (5 июня 1941 — 2 апреля 1999) — передовик сельского хозяйства Украинской ССР, звеньевой колхоза «Авангард» Черниговского района Черниговской области. Герой Социалистического Труда (1972).

## Биография
Работал звеньевым механизированной бригады по выращиванию картофеля в колхозе «Авангард» (с. Ивановка). Его механизированное звено выращивало рекордные урожаи.
Избирался депутатом Черниговского областного совета (1985—1989), делегатом XXV съезда КПСС (1976), на ХХІ съезде ЛКСМУ (1970) избирался членом ЦК ЛКСМУ.

## Награды
- Медаль «Серп и Молот» (1972);
- орден Ленина (1972);
- орден Октябрьской Революции (1977);
- орден Трудового Красного Знамени (1971);
- Орден «Знак Почёта» (1975);
- две золотых медали ВДНХ СССР (1971, 1974);
- диплом Почёта ВДНХ (1973).